# Marijana Lubej
Marijana Lubej (Celje, 21. lipnja 1945.), bivša slovenska atletičarka, natjecala se većinom u šprinterskim disciplinama.
Marijana Lubej je bila članica "Atletskoga društva Kladivar Cetis Celje".
Za Jugoslaviju je nastupala na olimpijskim igrama u  Ciudadu de México 1968. godine u četiri discipline: u peteroboju je osvojila 12 mjesto, na utrci na 100 metara je došla do polufinala, a na 200 metara i 80 metara s preponama je sudjelovala u četvrfinalu. 
Na Balkanskim igrama je osvojila šest zlatnih i dvije brončane medalje.
Bila je slovenska i jugoslavenska rekorderka na 60 m, 100 m, 200 m, 400 m i 100 m s preprekama.
Godine 1968. izabrana je za najbolju Slovensku sportašicu godine.